# 步仙镇
步仙乡，位于湖南省岳阳市岳阳县东南部，1995年由原关王、凤凰二乡合并而成。乡人民政府驻岳阳县步仙。
境内盛产柑橘、板栗等，主要特色产业为生猪养殖与楠竹开发。名胜古迹有步仙湖、鹿苑寺等。

## 行政区划
步仙乡辖21个自然村。
关王村、松西村、应祥村、召保村、付胜村、狮山村、柘山村、石美村、辛淑村、五关村、胡兴村、安山村、北斗村、狮形村、石龙村、泉冲村、广福村、胜利村、石牛村、东岳村和岳坊村。